# نوسان مزاحم
نوسان مزاحم (به انگلیسی: Parasitic oscillation) نوسان الکترونیکی نامطلوب (تغییر در ولتاژ یا جریان خروجی به‌طور مرتب) در یک دستگاه الکترونیکی یا دیجیتال است. اغلب توسط بازخورد در دستگاه تقویت‌کننده ایجاد می‌شود. این مشکل به ویژه در آر اف، صوتی و سایر تقویت‌کننده‌های الکترونیکی و همچنین در پردازش سیگنال دیجیتال رخ می‌دهد. این یکی از موضوعات اساسی است که نظریه کنترل به آن پرداخته‌است.
نوسان مزاحم به چند دلیل نامطلوب است. نوسانات ممکن است به مدارهای دیگر تزویج شده یا به صورت امواج رادیویی تشعشع شده و باعث تداخل الکترومغناطیسی (EMI) در دستگاه‌های دیگر شوند. در سیستم‌های صوتی، نوسانات مزاحم گاهی اوقات به عنوان صداهای آزار دهنده در بلندگوها یا هدفون‌ها قابل شنیدن است. نوسانات اتلاف توان و ممکن است باعث گرم شدن ناخواسته شود. به عنوان مثال، یک تقویت‌کننده قدرت صوتی که به سمت نوسان مزاحم می‌رود ممکن است قدرت کافی برای آسیب رساندن به بلندگوهای متصل را ایجاد کند. مدار که نوسان می‌کند به صورت خطی تقویت نمی‌کند، بنابراین سیگنال‌های مورد نظر که از این طبقه عبور می‌کنند دچار اعوجاج می‌شوند. در مدارهای دیجیتالی، نوسانات مزاحم ممکن است فقط در گذارهای منطقی خاص رخ دهد و امکان دارد منجر به عملکرد نامناسب طبقه بعدی شود. به عنوان مثال، یک طبقه شمارنده ممکن است پالس‌های نادرست بسیاری را ببیند و به صورت نامنظم شمارش کند.